# Courant d'Irminger
Pour les articles homonymes, voir Irminger.

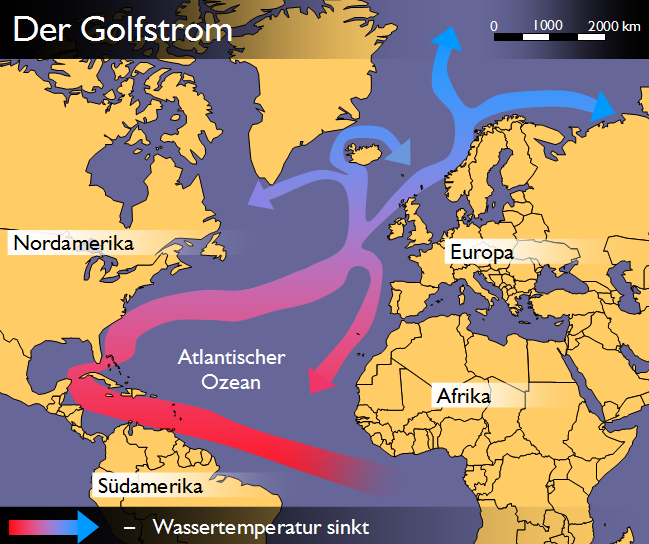
Le courant d'Irminger est le prolongement nord-ouest du Gulf Stream.

Le courant d'Irminger est un courant marin nord-Atlantique dirigé vers l'ouest qui règne au large de la côte sud-ouest de l'Islande. Composante du Gulf Stream, ses eaux sont relativement chaudes par rapport aux eaux de même latitude.
Il doit son nom au vice-amiral et hydrographe danois Carl Ludvig Christian Irminger (1802–1888) qui mena des recherches hydrographiques dans la zone en 1854.